# 戈迪·豪國際大橋
42°17′17″N 83°05′51″W / 42.2880°N 83.0975°W
戈迪·豪國際大橋（英語：Gordie Howe International Bridge）是一條擬建連接美國與加拿大的跨國橋樑，規劃中跨越底特律河連接美國密芝根州底特律和加拿大安大略省溫莎。這座橋樑在美國端將與75號州際公路交接，在加拿大端則將會駁上安大略401號省道，為來往兩地的車流提供全程達至高速公路資格的途徑。大橋的工程於2018年展開，預計2024年通車。

## 歷史
底特律-溫莎地區之内的邊檢口岸為美加兩國之間的主要貿易通道，單在2012年便有250萬架次的貨車在此過境，貿易額高達1056億加元，佔美加之間以貨車承載的貿易額約31%。然而，跨越底特律河連接底特律和溫莎兩市的兩個主要車流渡口大使橋和底特律-溫莎隧道皆不與南安大略以至魁北克市-溫莎走廊上的主要高速公路安大略401號省道接駁；駕駛人士需透過溫莎市内的非高速公路規格街道前往該兩個渡口。此外，逾99%在此過境的貨車取道已有超過80年歷史的大使橋，但該橋來回方向各得兩條行車線，而來往兩市的車流預計從2016年的每日18500架次上升至2025年的每日26500架次，該橋將難以應付日益增長的車流。
有見及此，加美兩地政府於2004年展開底特律河國際渡口項目（Detroit River International Crossing），研究在當地設置第三個渡口。項目環境評估程序於2005年2月展開，審視15個項目選項。加拿大交通部於2008年獲准在溫莎市就徵地興建大橋落腳點和加拿大邊檢關卡展開磋商，而項目環評則於2009年末完成。安大略省政府則從2011年8月起將401號公路西延，以便日後與大橋接駁。
密芝根州參議院的經濟發展委員會於2011年10月否決方案，為項目增添變數。然而，加拿大聯邦政府和密芝根州政府則於2012年6月達成協議，以公私合作伙伴關係（P3）模式進行項目，當中加方同意全數支付興建大橋、在密芝根州徵地和興建交流道通往75號州際公路的費用。加方將向從溫莎通往底特律的車流收取過橋費彌補項目開支，相反方向車流則不用繳費。雙方亦根據該協議在同年10月成立溫莎-底特律大橋管理局（Windsor-Detroit Bridge Authority）；該機構負責管理大橋的設計、建造、營運和維修程序，以及釐定大橋的收費架構。
美國國務院和奧巴馬政府於2013年4月向密芝根州政府發出項目許可證，而加拿大聯邦政府則於同年5月撥款2500萬加元，以備在密芝根州徵地。負責管理大橋P3協議的國際管理局（International Authority）委員名單則於2014年6月公佈，加拿大和密芝根州各有三名代表。加拿大交通部長雷特（Lisa Raitt）於2015年2月宣佈加方將斥資興建大橋在美國端的邊檢關卡。大橋管理局從2015年7月開始尋求項目私營伙伴，並於同年8月將總值5900萬加元的加拿大邊檢關卡工地平整工程合約批予安大略的阿米科基建公司（Amico Infrastructure）。當局則於2016年1月宣佈三間財團入圍競逐項目私營伙伴。

## 命名
此項目早期稱為底特律河國際渡口（Detroit River International Crossing），然而有見該名稱的簡寫「DRIC」與大使橋營運機構底特律國際大橋公司（Detroit International Bridge Company）的簡寫「DIBC」相近，項目在密芝根州内的名稱改為新國際貿易渡口（New International Trade Crossing）以免混淆。
安大略貨車協會主席布拉德利（David Bradley）於2010年提出以長年效力國家冰球聯盟底特律紅翼隊的加拿大職業冰球員戈迪·豪來命名這座橋樑，並獲得多名加拿大政客和戈迪·豪的兒子馬提（Marty Howe）支持。2015年5月14日，時任加拿大總理哈珀宣佈將大橋命名為戈迪·豪國際大橋；在席包括密芝根州州長斯奈德和戈迪·豪家人。

## 外部連結
- （英文）（法文）Windsor-Detroit Bridge Authority (WDBA) （页面存档备份，存于）－溫莎-底特律大橋管理局網站